# Ian Agol
Ian Agol (Los Ángeles, 13 de mayo de 1970) es un matemático estadounidense.

## Biografía
Agol se graduó de bachiller universitario en ciencias en matemáticas en el Instituto Tecnológico de California en 1992 y obtuvo su Ph.D. en 1998 de la Universidad de California en San Diego. En esta universidad su asesor fue Michael Hartley Freedman y su tesis fue Topología de 3 variedades hiperbólicas. Es profesor de la Universidad de California en Berkeley y ex profesor de la Universidad de Illinois en Chicago. Agol se ocupa principalmente de la topología de variedades tridimensionales.
En 2004, Agol demostró la conjetura de la mansedumbre de Marden, una conjetura de Albert Marden. Afirma que una variedad 3 hiperbólica con un grupo fundamental generado finitamente es homeomórfico al interior de una variedad 3 compacta. La conjetura también fue probada de forma independiente por Danny Calegari y David Gabai, e implica la conjetura de la medida de Ahlfors.
En 2012, anunció una prueba de la conjetura virtual de Haken, que se publicó un año después. La conjetura (ahora teorema) establece que cada variedad 3 asférica está cubierta finitamente por una variedad de Haken. En 2022, publicó en ArXiv una prueba de la conjetura de Cameron Gordon de 1981 sobre la teoría de nudos que decía que la concordancia de las cintas forma un orden parcial en el conjunto de nudos.

### Premios y reconocimientos
Agol, Calegari y Gabai recibieron el Premio de Investigación Clay de 2009 por su prueba de la conjetura de la mansedumbre de Marden. En 2005, recibió la beca Guggenheim. En 2012 se convirtió en miembro de la American Mathematical Society. En 2013, Agol recibió el Premio Oswald Veblen en Geometría, junto con Daniel Wise. En 2015, recibió el Breakthrough Prize in Mathematics 2016, "por sus espectaculares contribuciones a la topología de baja dimensión y la teoría geométrica de grupos, incluido el trabajo sobre las soluciones de las conjeturas de mansedumbre, virtualmente Haken y fibra virtual". En 2016, fue elegido miembro de la Academia Nacional de Ciencias.